# Dubravica (miasto Metković)
Dubravica – wieś w Chorwacji, w żupanii dubrownicko-neretwiańskiej, w mieście Metković. W 2011 roku liczyła 90 mieszkańców.